# Plagiognathus biobioensis
Plagiognathus biobioensis är en insektsart som först beskrevs av Carvalho 1984.  Plagiognathus biobioensis ingår i släktet Plagiognathus och familjen ängsskinnbaggar. Inga underarter finns listade i Catalogue of Life.